# Przełęcz Wecowska
Przełęcz Wecowska – przełęcz położona na terenie Pogórza Przemyskiego na wysokości 532 m n.p.m., pomiędzy szczytami Nad Mszańcem (549 m n.p.m.) oraz Jamna (593 m n.p.m.). Przełęcz oddziela Pasmo Braniowa od Pasma Jamnej.

## Szlaki turystyczne
- Niebieski szlak turystyczny Rzeszów – Grybów na odcinku: Jureczkowa – Nad Mszańcem – Przełęcz Wecowska – Przełęcz pod Jamną – Wierch – Przełęcz pod Suchym Obyczem – Suchy Obycz – Kalwaria Pacławska